# Avena chinensis
Avena chinensis là một loài thực vật có hoa trong họ Hòa thảo. Loài này được (Fisch. ex Roem. & Schult.) Metzg. mô tả khoa học đầu tiên năm 1824.